# De Burght (Den Burg)
De Burght (voorheen Hervormde Kerk) is een kerkgebouw aan de Binnenburg 2 in Den Burg op Texel. De kerk stamt gedeeltelijk uit 1452.

## Geschiedenis
De kerk is gebouwd op de fundering van een Romaans tufstenen kerkje uit het einde van de 11e eeuw. De zijmuren van deze kerk zijn afgebroken en bakstenen zuilen zijn aangebracht die het dak van de kerk nu nog dragen. Aan beide zijden is de kerk uitgebreid waardoor de grotere kerk het tufstenen kerkje als het ware insloot. De huidige kerk kwam in 1452 gereed. Het is een laatgotische driebeukige kerk met ingebouwde toren. De kerk was gewijd aan Johannes de Doper. De spits van de eerste toren van de kerk stortte in 1539 in en werd pas weer in 1604 opgebouwd.
In 1945 raakte de kerk deels verwoest. Hierbij verdwenen het koperen koorhek, diverse wapenborden en kaarsenstandaards. Ook het doopvont raakte tijdens de oorlog zwaar beschadigd. De luidklok werd uit de toren gehaald om omgesmolten te worden. In 1953 is er een replica gemaakt van de klok uit 1649. In dit jaar werd ook de kerk hersteld. Tegelijkertijd werd hierbij bodemonderzoek gedaan waarbij de aanwezigheid van het originele tufstenen kerkje is vastgesteld.
Sinds 1976 staat de kerk als rijksmonument ingeschreven in het monumentenregister. In 2011 fuseerde de Gereformeerde Kerk en de Hervormde Gemeente. Sindsdien heet de gereformeerde kerk De Poort en de hervormde kerk De Burght.
In 1998 en 2002 is het schip gerestaureerd en in 2017 is de toren opnieuw gevoegd. In 2015 begon firma Vellema uit Hallum met de restauratie van het historische torenuurwerk. Deze stond 81 jaar in de toren waar het flink vervuilde en roestte.

## Inventaris
In de kerk bevinden zich een beschadigd zandstenen doopvont (15e-17e eeuw), preekstoel en twee koperen lessenaars. Vier koperen kronen met schildjes (17e eeuw) en een gedenkbord voor ds Hondius (1728-1785).
Het eenklaviersorgel is gemaakt door Johann Michael Gerstenhauer uit Monnickendam en voltooid door J.A. Hillebrand in 1818. In 1934 is er een windmachine geplaatst. Het orgel onderging in 1953 en 1986 een restauratie. In 1991/92 is het pijpwerk weer opnieuw geïntoneerd.

## Publiek
De toren kan op bepaalde dagen in de week beklommen worden.

## Foto's

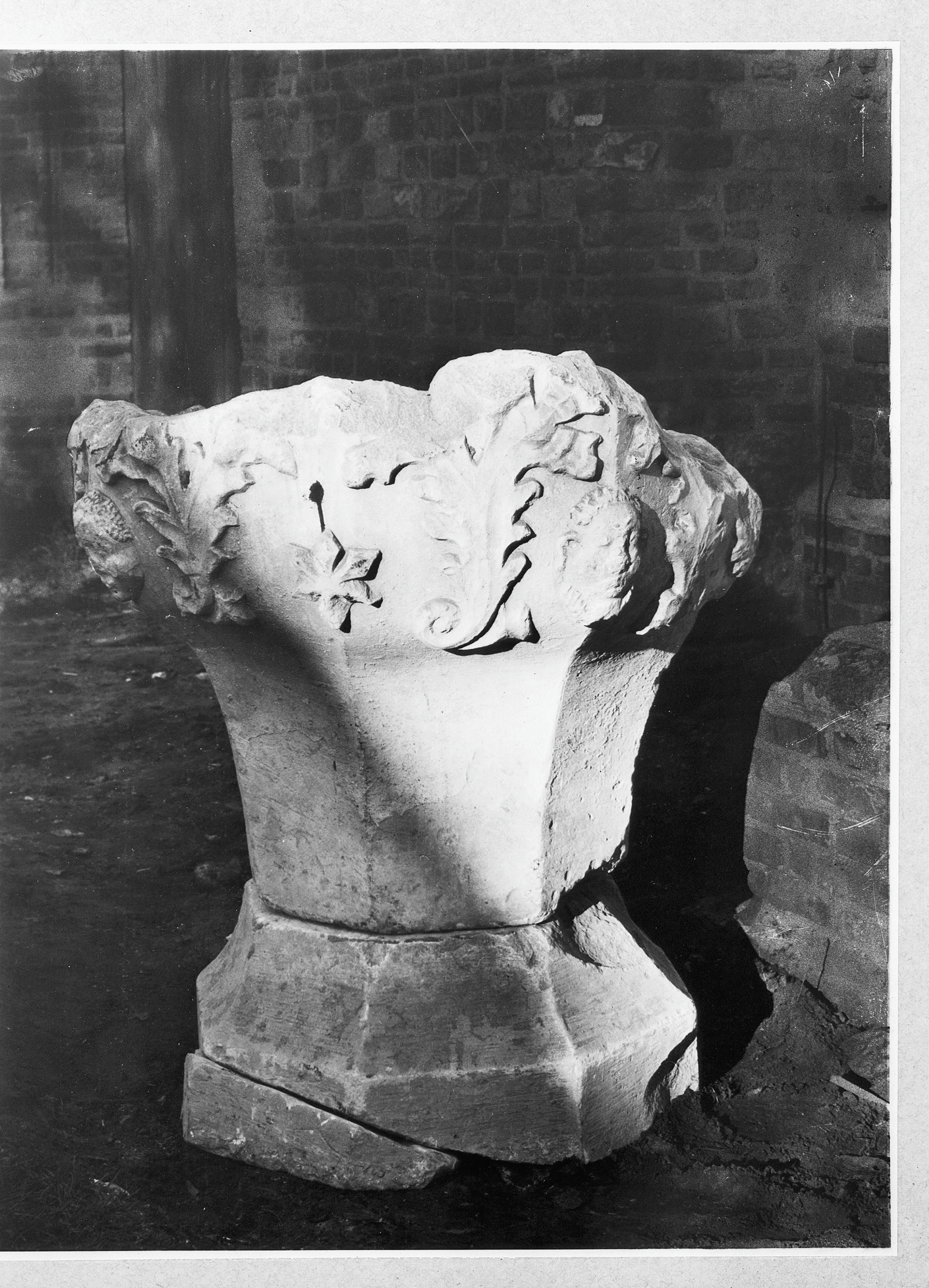
Doopvont
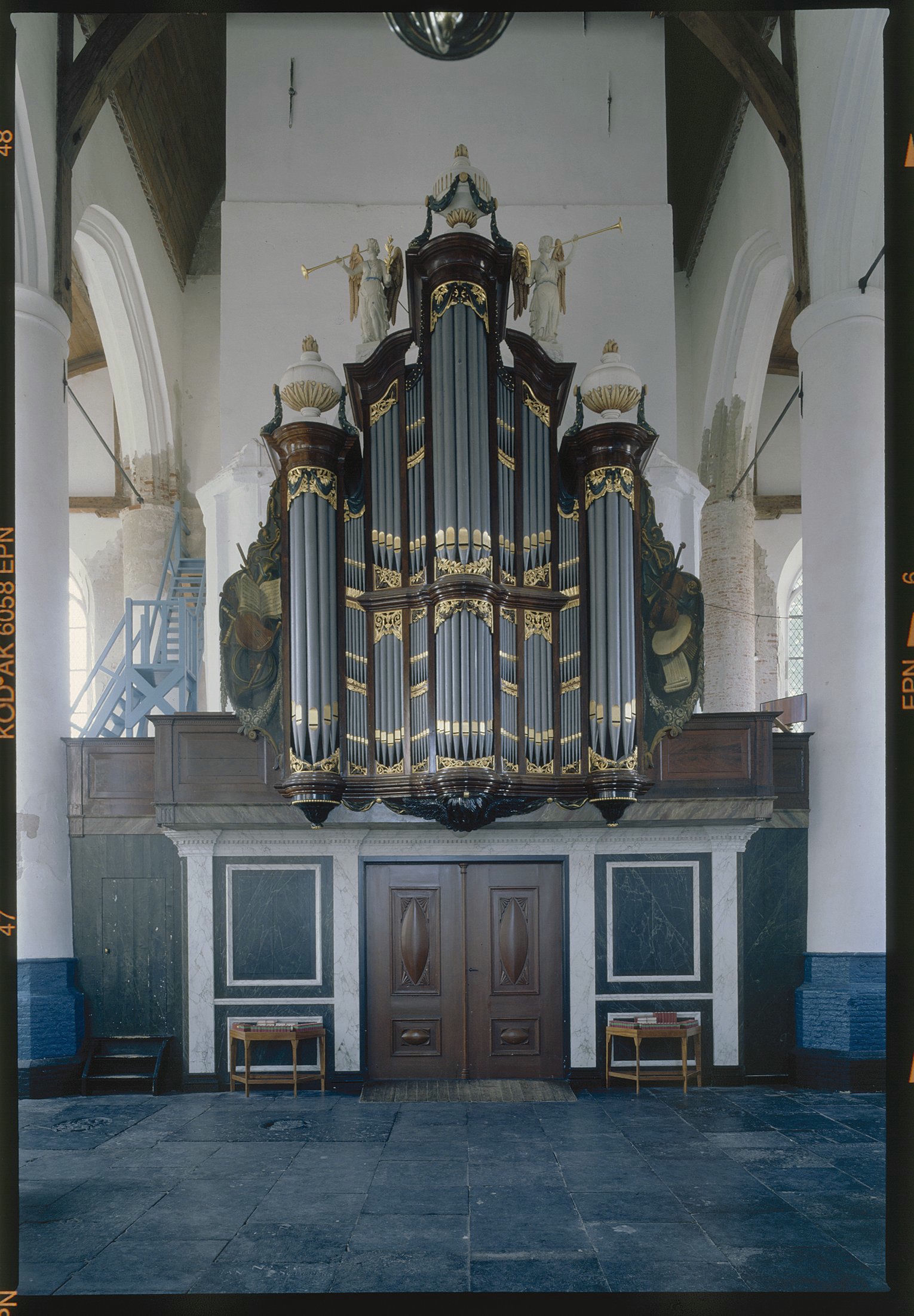
Orgel
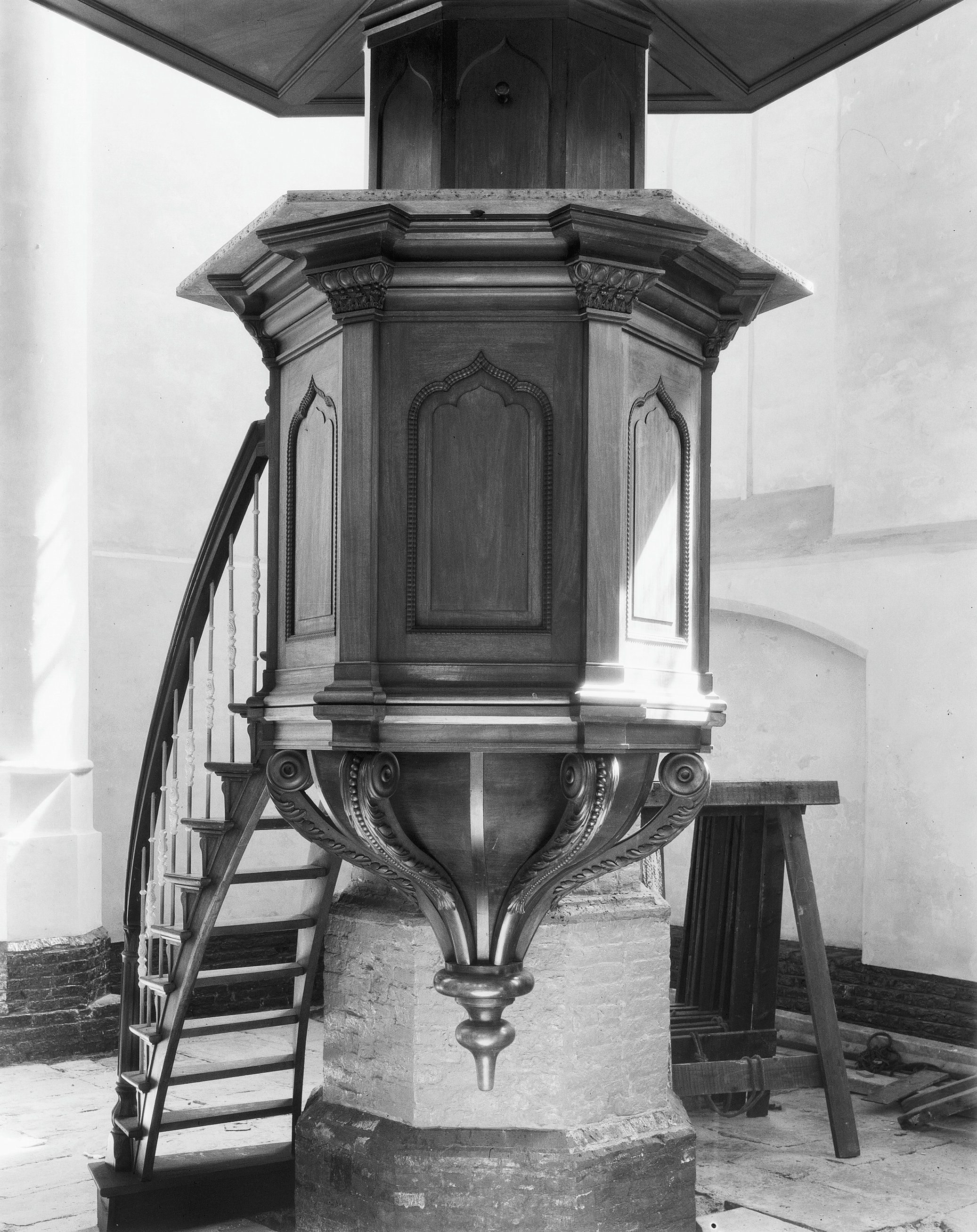
Preekstoel